# Port lotniczy Zakintos
Port lotniczy Zakintos (IATA: ZTH, ICAO: LGZA) – międzynarodowy port lotniczy położony 6 km na południowy wschód od miasta Zakintos, na wyspie Zakintos, w Grecji.
Ze względu na bliskość plaż Kalamaki i Laganas, które są habitatem dla żółwi karetta, w okresie lęgowym tych gadów lotnisko zamknięte jest między godziną 22:00 a 5:00.

## Linie lotnicze i połączenia
| Linia lotnicza                | Kierunek |
| ----------------------------- | --- |
| AeroItalia                    | Sezonowo: 1. Mediolan-Bergamo |
| Air Serbia                    | Sezonowe czartery: 1. Belgrad |
| Animawings                    | Sezonowo: 1. Bukareszt |
| Austrian Airlines             | Sezonowo: 1. Wiedeń |
| British Airways               | Sezonowo: 1. Londyn-Heathrow |
| Brussels Airlines             | Sezonowo: 1. Bruksela |
| Condor                        | Sezonowo: 1. Düsseldorf 2. Frankfurt 3. Hamburg 4. Monachium |
| Corendon Dutch Airlines       | Sezonowo: 1. Amsterdam 2. Maastricht/Aachen |
| EasyJet                       | Sezonowo: 1. Berlin 2. Bristol 3. Londyn-Gatwick 4. Londyn-Luton 5. Manchester 6. Mediolan-Malpensa                                                                                   |
| Edelweiss Air                 | Sezonowo: 1. Zurych |
| Enter Air                     | Sezonowo: 1. Łódź |
| Eurowings                     | Sezonowo: 1. Berlin 2. Düsseldorf 3. Praga 4. Salzburg 5. Stuttgart |
| Eurowings Discover            | Sezonowo: 1. Frankfurt 2. Monachium |
| Jet2.com                      | Sezonowo: 1. Belfast 2. Birmingham 3. Bristol 4. East Midlands 5. Edynburg 6. Glasgow 7. Leeds/Bradford 8. Liverpool (od 1 maja 2024) 9. Londyn-Stansted 10. Manchester 11. Newcastle |
| Lufthansa                     | Sezonowo: 1. Monachium |
| Marabu                        | Sezonowo: 1. Hamburg 2. Monachium |
| Olympic Air                   | 1. Ateny |
| Ryanair                       | Sezonowo: 1. Bari 2. Mediolan-Bergamo 3. Budapeszt 4. Dublin 5. Londyn-Stansted 6. Neapol 7. Rzym-Fiumicino 8. Wiedeń 9. Warszawa-Modlin 10. Czartery: 11. Katowice-Pyrzowice         |
| Sky Express                   | 1. Ateny 2. Kefalinia 3. Preweza Sezonowo: 1. Heraklion Sezonowe czartery: 1. Amsterdam 2. Weeze                                                                                      |
| Smartwings                    | Sezonowo: 1. Bratysława 2. Brno 3. Ostrawa 4. Praga |
| Swiss International Air Lines | Sezonowo: 1. Genewa |
| Transavia.com                 | Sezonowo: 1. Amsterdam 2. Bruksela 3. Eindhoven 4. Paryż-Orly |
| TUI Airways                   | Sezonowo: 1. Birmingham 2. Bournemouth 3. Bristol 4. Cardiff 5. Dublin 6. East Midlands 7. Exeter 8. Glasgow 9. Londyn-Gatwick 10. Londyn-Stansted 11. Manchester 12. Newcastle       |
| TUI fly Belgium               | Sezonowo: 1. Bruksela |
| TUI fly Netherlands           | Sezonowo: 1. Amsterdam 2. Rotterdam |
| Volotea                       | Sezonowo: 1. Bari 2. Nantes 3. Neapol 4. Palermo 5. Wenecja 6. Werona |
| Vueling Airlines              | Sezonowo: 1. Rzym-Fiumicino |
| Wizz Air                      | Sezonowo: 1. Belgrad 2. Bukareszt 3. Budapeszt 4. Kluż-Napoka 5. Mediolan-Malpensa 6. Rzym-Fiumicino 7. Timișoara 8. Wiedeń 9. Warszawa-Okęcie                                        |